# 新序
《新序》作者爲西漢劉向，本三十卷，僅存十卷。書中記錄了一些歷史故事和傳說，形式與說苑類似。成語葉公好龍出自此書。在四庫全書中為子部儒家類。

## 參閱
- 劉向
- 說苑
- 葉公好龍